# Закревський Яків Авксентійович
Яків Авксентійович Закревський (23 жовтня 1893 — † 19 червня 1965) — підполковник Армії УНР.

## Біографія
Народився у с. Рубань Брацлавського повіту Подільської губернії. Під час Першої світової війни закінчив школу прапорщиків, брав участь у боях. Останнє звання у російській армії — поручик.
1917–1920 рр. — у Дієвій армії УНР. У 1918 р. закінчив Інструкторську школу старшин.
З кінця 1918 р. служив у 1-му полку Січових стрільців військ Директорії та Дієвої армії УНР.
У 1920—23 рр — старшина 10-го куреня 2-ї Волинської дивізії Армії УНР.
У 1923–1944 рр. жив у Володимирі, звідки виїхав до Німеччини, а у 1950 р. — до Австралії.
Спів-ініціатор Союз Українських Комбатантів Австралії.
Помер та похований у Аделаїді.